# Limnomys
Limnomys es un género de roedores miomorfos de la familia Muridae. Son endémicos de Mindanao (Filipinas).

## Especies
Se reconocen las siguientes:
- Limnomys bryophilus Rickart, Heaney & Tabaranza, 2003
- Limnomys sibuanus Mearns, 1905